# Orlando Teruz
Orlando Rabello Teruz (Rio de Janeiro, 18 de agosto de 1902 — Rio de Janeiro, 17 de agosto de 1984) foi um pintor e professor brasileiro.
É pai e avô dos artistas plásticos Rogério Teruz e Alexandre Teruz, Luciana e Claudia Teruz. 
Estudou na Escola Nacional de Belas Artes entre 1920 e 1923, com João Batista da Costa e Rodolfo Chambelland. Em 1934 recebeu o prêmio de viagem ao estrangeiro, mas por problemas burocráticos só foi usufruí-lo em 1939. Viajou para França, Holanda e Itália, mas foi obrigado a retornar ao Brasil devido à deflagração da segunda guerra mundial.
Em meados de 1950 foi professor de pintura no Instituto de Belas Artes da Guanabara. Na década de 1970, iniciou com a família a formação de seu museu particular, no bairro da Tijuca, no Rio de Janeiro.
Realizou diversas exposições individuais, no Brasil e no exterior, e participou da 1ª e 2ª Bienais Internacionais de São Paulo, em 1951 e 1953.
Postumamente, suas obras participam do evento Tradição e Ruptura: síntese de arte e cultura brasileiras, na Fundação Bienal, em 1984.